# Equipe congolesa na Copa Davis
A equipe congolesa na Copa Davis representa a República do Congo na Copa Davis, principal competição de tênis masculina por equipes do mundo. É administrada pela Fédération Congolaise de Lawn Tennis.